# Hautaget
Hautaget es una población y comuna francesa, situada en la región de Mediodía-Pirineos, departamento de Altos Pirineos, en el distrito de Bagnères-de-Bigorre y cantón de Saint-Laurent-de-Neste.

## Demografía
| 50 | 59 | 55 | 43 | 30 | 31 | 43 | 43 |
| Para los censos de 1962 a 1999 la población legal corresponde a la población sin duplicidades (Fuente: INSEE [Consultar]) |    |    |    |    |    |    |    |